# استيقاظ كاذب
الاستيقاظ الكاذب هو حلم مقنع وعميق عن الاستيقاظ من النوم في حين أن الحالم لا يزال في الواقع مستغرقاً في النوم. وعادة ما يحلم الفرد بعد الإستيقاظ الكاذب بأنه يؤدي أعمال الصباح اليومية كالطهي والتنظيف والأكل. واحياناً، تسمى هذه الحالة بالحلم المزدوج أو بحلم داخل حلم آخر.

## مزيد من المفاهيم

### الأحلام الجلية
يمكن للاستيقاظ الكاذب أن يحدث بعد حلم عادي أو حلم جلي (يكون الحالم على علم بأنه يحلم). وإذا عقب الاستيقاظ الكاذب بحلم جلي، فيمكن للاستيقاظ الكاذب بالتحول إلى مرحلة «ما قبل الحلم الجلي», وهي مرحلة يبدأ فيها الحالم بالتساؤل عما إذا كان مستيقظاً حقاً فلا يمكن أو يمكن له الوصول إلى الاستنتاج الصحيح. وفي دراسة قام بها عالم النفس ديردري باريت في جامعة هارفارد، حيث تم دراسة 2000 حلم ووجد أن الاستيقاظ الكاذب والأحلام الجلية كثير ما تحدث في الحلم نفسه أو في حلمين مختلفين ولكن في الليلة نفسها. وعادة ما يسبق الاستيقاظ الكاذب حلم جلي بكونه إشارة، ويمكن أن يأتي بعد الحلم الجلي، وغالبا ما يغفل الحالم عن الانتباه له.

### الأحلام المتصلة
الأحلام المتصلة هي نوع آخر من الإستيقاظ الكاذب. في الأحلام المتصلة يغرق الحالم في النوم في الواقع، بينما هو يحلم، يخيل الدماغ الحالم بأنه مازال مستيقظاً. وفي بعض الأحيان يمكن للحالم بالقيام بتحركات لا يدركها. ساعد فيلم كابوس على شارع الدردار من اشتهار هذه الظاهرة.

## أعراض الاستيقاظ الكاذب

### الواقعية وغير الواقعية
يمكن أن تصبح جوانب معينة من الحياة درامية جدا أو غريبة في الاستيقاظ الكاذب. يمكن لبعض الأمور أن تبدو خاطئة مثل تفاصيل لوحة على الجدار أو عدم القدرة على الكلام أو صعوبة القراءة (يزعم بأن القراءة في الأحلام الجلية صعبة أو مستحيلة) أو فقدان بعض الأطعمة بشكل مفاجئ. وأحياناً، ما تزداد قدرة الحواس للحالم أو تتغير.

### التكرار
يمكن لأكثر من استيقاظ كاذب أن يحدث خلال الحلم الواحد، لأن العقل يستمر في الحلم بعد الاستيقاظ الكاذب. قد يحلم الفرد بالاستيقاظ أو بأكل الإفطار أو بتنظيف أسنانه أو بأشياء أخرى: وفجأةً يصحو مجدداً في فراشة ويمارس نشاطاته اليومية، ثم يصحو مجدداً، وهكذا بينما هو في الحقيقة يحلم. وادعى الفيلسوف بيرتراند راسل بأنه قد حدث له «حوالي مائة» استيقاظة كاذبه متوالية في غيبوبته أثناء التخدير العام.

## أنواع الإستيقاظ الكاذب
ترى سيليا قرين انه يجب التمييز بين نوعين من الإستيقاظ الكاذب:

### النوع الأول
النوع الأول هو الأكثر شيوعاً، وهو عندما يخيل للحالم بالأستيقاظ ولكن ليس بالضرورة في محيط واقعي. ويعني ليس في سريره. وقد يترتب على ذلك حلم جلي. وغالباً ما يصدق الحالم بأنه استيقظ، فإما أن يستيقظ بالواقع في سريره أو يرجع إلى النوم في الحلم.
استيقاظ كاذب شائع هو سيناريو «التأخر عن العمل». ويمكن للفرد أن يستيقظ في غرفة عادية وأغلب الأمور طبيعية، فيدرك فجأة انه أطال النوم وغاب عن العمل أو المدرسة. وإذا وجدت الساعة في الحلم فالوقت الظاهر يدل على الوقت في الحقيقة. وغالباً ما تكون حالات الذعر الناتجة كفيلة بإيقاظ الفرد بالحقيقة. (كحالات الذعر في الكوابيس) ودائماً ما يشعر الحالم بالأرتياح بمجرد معرفة أنه لم يستغرق بالنوم. مثال شائع، عندما يحلم الفرد بالذهاب إلى الحمام بعد إستيقاظ كاذب. فالفرد يكون في حالة الإستيقاظ الكاذب في حين يتخيل له انه قد ذهب إلى الحمام بينما في الحقيقة هو مستلقي على سريره.

### النوع الثاني
يعد النوع الثاني من الإستيقاظ الكاذب أقل شيوعاً. صنفت قرين النوع الثاني كالآتي:
يخيل للحالم بالاستيقاظ كما وكأنه في الواقع ولكن في جو من القلق. فقد يبدو محيطه طبيعيا في البداية، ولكن قد يبدأ باستغرابه تدريجيا، وربما يسمع ويرى أصواتا أو حركات غير عادية أو يمكن له أن يصحو مباشرة ليجد نفسه في جو «مشوش» و «هائج». ففي هذه الحالات، قد تبدو النهاية مميزة ببعض مشاعر الإثارة أو التشويق. وقد لفت تشارلز ماكريري الانتباه إلى التشابه بين هذا الوصف ووصف عالم النفس الألماني كارل ياسبرس(1923) ما يسميه «بالتجربة الوهمية الأولية» (وهي شعور عام يسبق اعتقاد وهمي محدد). كتب جازبرز:
يشعر المرضى بشيء غريب ويتبين لهم أن أمرا مريبا يحدث. فكل شيء يصبح له معنى جديد. فتبدو الأشياء المحيطة مختلفة بشكل ما- ولكن ليس بدرجة كبيرة- حيث أن الإدراك بحد ذاته لا يتغير إنما يغلب على الموقف شعور بأن شيء ما قد اختلف مما يجعل الوضع غريبا. لا يمكن للمريض تفسير بعض مما يدور حوله، فيشعر بعدم الثقة والارتياح ويغلب عليه التوتر.
ويرى ماكريري أن تشابه الظواهر ليس مصادفة، بل أنه ينتج من حقيقة أن كلتا الظاهرتين- النوع الثاني من الاستيقاظ الكاذب والتجربة الوهمية الأولية- تعدان من ظواهر النوم. ويرى أيضا بأن التجربة الوهمية الأولية، مثل غيرها من الظواهر مثل الذهان والهلوسة، تمثل تدخلا في عمليات الوعي في المرحلة الأولى من النوم. ويعتقد أن السبب وراء هذه التدخلات هو سبب ذهاني في حالة من فرط الإثارة، والتي يمكن أن تؤدي إلى ما سماه إيان أوزوالد بـ «النوم الدقيق» في اليقظة.